# Shawkan Mohammed
Shawkan Mohammed, né le 6 janvier 2003 au Ghana, est un footballeur ghanéen évoluant au poste de milieu central. Il joue actuellement pour le Club Africain dans le championnat tunisien.

## Biographie

### Jeunesse et formation
Shawkan Mohammed est né au Ghana, où il a grandi et découvert sa passion pour le football. Il a rejoint l'Accra Lions FC, un club réputé pour sa formation, dès son plus jeune âge. Il a progressé rapidement au sein des équipes de jeunes, se distinguant par sa vision du jeu et son engagement physique.

## Carrière

### Accra Lions FC
En 2021, Shawkan Mohammed intègre l'équipe première de l'Accra Lions FC, évoluant dans la Premier League ghanéenne. En trois saisons, il dispute 50 matchs et marque 2 buts, devenant un joueur clé pour son équipe. Son rôle dans l'entrejeu lui vaut d'être remarqué par des recruteurs étrangers.

### Club Africain
Le 19 août 2024, Shawkan Mohammed signe un contrat de trois ans avec le Club Africain, l'un des clubs les plus prestigieux du championnat tunisien, avec une option d'un an supplémentaire si les deux parties sont d'accord,,,.

## Style de jeu
Shawkan Mohammed est un joueur polyvalent capable d'évoluer comme milieu central ou milieu défensif. Ses principales qualités incluent :
- Lecture du jeu : Il anticipe efficacement les actions adverses.
- Engagement physique : Il excelle dans les duels grâce à sa puissance et son endurance.
- Polyvalence : Sa capacité à jouer à plusieurs postes est un atout majeur.
- Relances précises : Il contribue à la construction du jeu grâce à ses passes longues.

## Statistiques
| Saison  | Club           | Championnat              | Matchs joués | Buts |
| ------- | -------------- | ------------------------ | ------------ | ---- |
| 2021/22 | Accra Lions FC | Premier League ghanéenne | 13           |      |
| 2022/23 | Accra Lions FC | Premier League ghanéenne | 22           | 1    |
| 2023/24 | Accra Lions FC | Premier League ghanéenne | 31           | 1    |
| 2024/25 | Club Africain  | Ligue I Pro tunisienne   | 1            | 0    |

Note: Les statistiques incluent uniquement les matchs officiels.